# ベンジャミン・ヘッジス
ベンジャミン・ヘッジス（Benjamin Van Doren "Ben" Hedges, Jr.、1907年6月8日 - 1969年12月31日）は、アメリカ合衆国の陸上競技選手である。彼は、1928年に開催されたアムステルダムオリンピックの走高跳で銀メダルを獲得した。

## 経歴
ヘッジスはプリンストン大学在学中の1928年に、アムステルダムオリンピックの走高跳競技に出場した。この競技には35人の選手が参加して、7月29日に予選と決勝が実施され、1メートル83センチを跳んだ18人が決勝へ挑むことになった。
決勝は、競技終了までにほぼ5時間を要する激闘となり、ヘッジスと同じアメリカ代表のロバート・キングがただ1人1メートル94センチの跳躍に成功して金メダルを獲得した。ヘッジスの他に、やはりアメリカ代表で前回のパリオリンピックで走高跳と十種競技の金メダル2個を獲得した実績のあるハロルド・オズボーン、フランス代表のクロード・メナール、フィリピン代表のシメオン・トリビオが1メートル91センチの跳躍に成功していたため、この4選手による順位決定戦の結果ヘッジスが銀メダリストになった。
オリンピック以外では、1929年にIC4A（en:IC4A）主催の走高跳競技に優勝した経験がある。1930年に大学を卒業した後は、1931年にバンカーズトラスト（en:Bankers Trust）に入社して後には副社長に昇進した。また、軍人としても太平洋戦線で空軍情報将校として成功を収め、大統領から顕彰を受けている。なお、ヘッジスはプリンストン大学出身者としては、2010年の時点において最後の陸上競技種目でのメダル獲得者である。